# The Wicker Man (Iron Maiden)
The Wicker Man è un singolo del gruppo musicale britannico Iron Maiden, il primo estratto dal dodicesimo album in studio Brave New World; venne pubblicato l'8 maggio 2000.

## Descrizione
Il brano si ispira all'omonimo cult-film inglese del 1973 e non è quindi da confondere, pur avendo lo stesso titolo, con quello di Bruce Dickinson del 1997 che proviene dalle sessioni dell'album Accident of Birth e che possiamo trovare nel The Best of Bruce Dickinson pubblicato dal cantante nel 2001.
La versione radiofonica della canzone, proveniente da un promo CD ormai diventato rarissimo, è diversa da quella dell'album soprattutto nei cori. La canzone, come tutti i brani d'apertura dei Maiden, ha riscosso ovunque notevole successo: in Italia è arrivata fino al terzo posto della classifica.
La copertina del disco era stata creata inizialmente da Derek Riggs ma poi la band ha preferito la foto di gruppo realizzata da Mark Wilkinson ed i disegni di Riggs sono stati riutilizzati come cover nelle due edizioni limitate britanniche e nella versione in vinile.

## Tracce
UK CD1
1. The Wicker Man  (Harris, Smith, Dickinson)  - 4:37
2. Man on the Edge (live)  (Gers, Bayley)  - 4:40
3. Powerslave (live)  (Dickinson)  - 7:12
4. The Wicker Man (enhanced video)

UK CD2
1. The Wicker Man  (Harris, Smith, Dickinson)  - 4:37
2. Futureal (live)  (Harris, Bayley)  - 3:01
3. Killers (live)  (Harris, Di'Anno)  - 4:28
4. Futureal (live enhanced video)

CD europeo
1. The Wicker Man  (Harris, Smith, Dickinson)  - 4:37
2. Futureal (live)  (Harris, Bayley)  - 3:01
3. Man on the Edge (live)  (Gers, Bayley)  - 4:40
4. The Wicker Man (enhanced video)

Vinile 12"
1. The Wicker Man - 4:37
2. Powerslave (live) - 7:12
3. Killers (live) - 4:28

## Formazione
- Bruce Dickinson – voce
- Dave Murray – chitarra
- Adrian Smith – chitarra
- Janick Gers – chitarra
- Steve Harris – basso
- Nicko McBrain – batteria

## Classifiche
| Classifica (2000)             | Posizione massima |
| ----------------------------- | ----------------- |
| Canada                        | 4                 |
| Finlandia                     | 11                |
| Francia                       | 39                |
| Germania                      | 38                |
| Italia                        | 3                 |
| Norvegia                      | 9                 |
| Paesi Bassi                   | 45                |
| Regno Unito                   | 9                 |
| Regno Unito (rock & metal)    | 1                 |
| Spagna                        | 5                 |
| Stati Uniti (mainstream rock) | 19                |
| Svezia                        | 5                 |
| Svizzera                      | 83                |